# Aleksei Postnikov
Aleksei Georgievich Postnikov (em russo:  Алексей Георгиевич Постников; Moscou, 12 de junho de 1921 – 22 de março de 1995) foi um matemático russo, que trabalhou com teoria analítica dos números.
O pai de Postnikov foi um funcionário público de alto escalão que foi preso em 1938 e foi assassinado pelo regime de terror de Stalin. Alexei Postnikov estudou a partir de 1939 na Universidade Estatal de Moscou, interrompido pela Segunda Guerra Mundial, obtendo assim o diploma em 1946. Em 1949 obteve o grau de Candidato de Ciências (doutorado), orientado por Alexander Gelfond, com a tese On the differential independence of Dirichlet series. A partir de 1950 Postnikov esteve no Instituto de Matemática Steklov em Moscou no Departamento de Teoria dos Números, dirigido por Ivan Vinogradov, que exerceu grande influência sobre Postnikov, que foi também influenciado pela escola de teoria dos números de Leningrado, dirigida por Yuri Linnik. Em 1955 Postnikov publicou sua famosa fórmula, atualmente conhecida como fórmula caráter de Postnikov. Este foi também o assunto de seu Doktor nauk (habilitação) em 1956 (Investigation of the method of Vinogradov for trigonometric sums (em russo)). Foi mais tarde um cientista sênior no Instituto Steklov.
Foi palestrante plenários do Congresso Internacional de Matemáticos em Moscou (1966: Recent developments in analytic number theory) com Vinogradov.

## Publicações selecionadas
- Introduction to Analytic Number Theory, American Mathematical Society, Translation of Mathematical Monographs 68, 1988 (translated from Russian original published by Nauka in Moscow in 1971)
- Arithmetical modelling of random processes, Trudy Mat. Inst. Steklov 1960 (in Russian)
- Ergodic aspects of the theory of congruences and of the theory of Diophantine approximations, Trudy Mat. Inst. Steklov 1966 (Russian), English translation Proc. Steklov Inst. Math. 1967
- Tauberian theory and its applications, Trudy Mat. Inst. Steklow 142, 1979 (Russian), English translation Proc. Steklov Inst. Math. 1980